# Kacagópuszta
Kacagópuszta (szlovákul: Orávka, 1956-ig Slávikovo) község Szlovákiában, a Besztercebányai kerületben, a Rimaszombati járásban.

## Fekvése
Rimaszombattól 18 km-re délkeletre, a Rima jobb partján fekszik.

## Története
A trianoni diktátumig területe Gömör-Kishont vármegye Feledi járásához, azon belül Rimaszécshez tartozott; ekkor még nem volt önálló település.
1922-ben a korábbi Kacagópusztából, a Coburg család egykori birtokából keletkezett szlovák település. Dél-Lengyelországból és a korábbi Árva vármegyéből ide telepített szlovákok alapították. Eredeti szlovák neve Slávikovo volt. A betelepült családok a korábbi gazdasági épületek egy részét alakították át lakóházzá.
Kacagópusztát 1938 novemberében az első bécsi döntéssel visszacsatolták Magyarországhoz. Szlovák lakosai elmenekültek, majd a háború után visszatelepültek. 1951-ben önálló község lett. 1956-ban a község hivatalos nevét Orávkára változtatták.

## Népessége
| Év:            | 1994. | 2004.   | 2014.   | 2024.   |
| -------------- | ----- | ------- | ------- | ------- |
| Emberek száma: | 188   | 174     | 165     | 152     |
| Eltérés:       |       | -7,44 % | -5,17 % | -7,87 % |

| Év:            | 2023. | 2024.   |
| -------------- | ----- | ------- |
| Emberek száma: | 157   | 152     |
| Eltérés:       |       | -3,18 % |

2001-ben 183 lakosából 169 szlovák és 12 magyar volt.
2011-ben 156 lakosából 136 szlovák és 15 magyar.
2021-ben 161 lakosából 142 szlovák, 13 magyar (8,07%), 1 cigány, 5 ismeretlen nemzetiségű.

## Nevezetességei
- A Hétfájdalmú Szűzanya tiszteletére szentelt római katolikus temploma 1995-ben épült.